# تشارلز إل. فليتشير
تشارلز إل. فليتشير (بالإنجليزية: Charles L. Fletcher)‏ هو مصمم ديكور ‏ أمريكي، ولد في 18 أكتوبر 1971 في فلورنس في الولايات المتحدة.

## وصلات خارجية
- الموقع الرسمي